# Schlacht von Memel
Die Schlacht von Memel oder nach sowjetischen Darstellungen die Memeler Angriffsoperation (5. bis 22. Oktober 1944) sowie die folgende Belagerung von Memel (22. Oktober 1944 bis 27. Januar 1945) fand im Zweiten Weltkrieg an der nördlichen Ostfront statt. Die Schlacht begann, als die Rote Armee Anfang Oktober 1944 ihre Offensive gegen die ostpreußische Hafenstadt Memel (russisch: Мемельская наступательная операция) startete. Die Offensive trieb die verbliebenen deutschen Streitkräfte im Gebiet des heutigen Litauens und Lettlands in einen kleinen Brückenkopf in Klaipėda (Memel) und dessen Hafen zurück. Danach kam es zu einer dreimonatigen Belagerung, der Brückenkopf von Memel konnte von den sowjetischen Truppen erst im Zuge der Ostpreußischen Offensive im Januar 1945 eingenommen werden.

## Vorgeschichte
Während der sowjetischen Offensive in Belarus (Operation Bagration) von Juni bis August 1944 wurde die deutsche Heeresgruppe Mitte fast vollständig zerschlagen und aus dem heutigen Belarus, dem größten Teil des heutigen Litauens und einem Großteil Polens vertrieben. Im August und September 1944 gelang es durch eine Reihe deutscher Gegenoffensiven – Operationen Doppelkopf und Caesar –, den sowjetischen Vormarsch im Baltikum aufzuhalten und die Verbindung zwischen der Heeresgruppe Mitte und der Heeresgruppe Nord aufrechtzuerhalten. Die Stawka bereitete darauf einen neuen Angriff der 1. Baltischen Front gegen die Stellungen der 3. Panzerarmee vor, welcher auf Memel konzentriert wurde und vorsah, die Spaltung der beiden deutschen Heeresgruppen erneut zu erreichen.

## Planungen

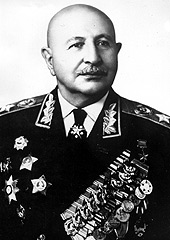
Howhannes Baghramjan

Der Befehlshaber der 1. Baltischen Front, Armeegeneral Howhannes Baghramjan, beschloss, den sowjetischen Hauptangriff nordwestlich von Schaulen mit den Streitkräften der 6. Gardearmee (Generaloberst I. M. Tschistjakow) und der 43. Armee (Generalleutnant A. P. Beloborodow) zu führen, und stellte des Weiteren die 5. Garde-Panzerarmee (Generalleutnant W. T. Wolski) an die Spitze, die über Kovnatowo und Lavkosoda auf Memel angesetzt wurde. Dabei standen 35 von 57 Schützendivisionen der Front sowie 777 (von 1323) Panzer und Selbstfahrlafetten im Angriff. Die gesamte Artillerie der Front wurde auf einen 19 Kilometer breiten Abschnitt konzentriert, an dem der Durchbruch erreicht werden sollte, wodurch eine Dichte von 50 Panzern und 200 Kanonen pro Frontkilometer erreicht werden konnte. Die Absicht der Memel-Offensive war es, die deutsche 3. Panzerarmee zu vernichten, die Linie Polangen – Memel – Neman bis Tilsit zu erreichen und die gegnerische Gruppierung an die Küste der Ostsee abzudrängen.
Ein gleichzeitiger Stoß aus der Region südwestlich von Schaulen wurde der 2. Gardearmee (Generalleutnant P. G. Tschanschibadze) und dem 1. Panzerkorps (Generalleutnant W. W. Butkow) übertragen, der in Richtung Kelme geführt werden sollte. In der zweiten Staffel der Front wurde zum Nachstoßen die 51. Armee (Generalleutnant J. G. Kreiser) und ein separates Schützenkorps bereitgestellt, während zusätzlich das 3. Garde-mechanisierte Korps als Reserve verfügbar war. Auf Befehl des Kommandanten der 3. Weißrussischen Front, Armeegeneral Tschernachowski hatte auch die 39. Armee (Generalleutnant I. I. Ljudnikow) in Zusammenarbeit mit der 2. Gardearmee in allgemeiner Richtung auf Tauroggen vorzustoßen und die gegnerische Gruppierung östlich dieser Stadt einzukreisen. Die Aktionen der 39. Armee wurden von Streitkräften der 1. Luftarmee (Generaloberst T. T. Chrjukin) der 3. Weißrussischen Front unterstützt. Baghramjan versuchte zudem, das deutsche Kommando darin zu täuschen, dass sich die sowjetische Hauptangriffs-Achse auf Riga richtete und stellte durch weitere Maßnahmen sicher, dass sich auf deutscher Seite keine entsprechenden Reserve-Konzentrationen bilden konnten.

## Bereitstellungen

### Rote Armee
1. Baltische Front (General Howhannes Bagramjan)
- 4. Stoßarmee (Generalleutnant Pjotr Malyschew)
- 6. Gardearmee (Generalleutnant Iwan Tschistjakow)
- 51. Armee (Generalleutnant Jakow Kreiser)
- 5. Garde-Panzerarmee (General Wassili Wolski)
- 43. Armee (Generalleutnant Afanassi Beloborodow)
- 2. Gardearmee (Generalleutnant Porphyri Tschantschibadze)

### Von der 3. Weißrussischen Front
- 39. Armee (Generalleutnant Iwan Ljudnikow)

### Deutsche Wehrmacht
Nordflügel der 3. Panzerarmee (General Erhard Raus)
- XXVIII. Armeekorps (General Hans Gollnick)
- IX. Armeekorps (General der Infanterie Rolf Wuthmann)
- XXXX. Panzerkorps (General Sigfrid Henrici)
- Diverse Einheiten der Kriegsmarine (Marine-Festungskommandant Kapitän zur See Johannes Möller)

## Die Offensive
Am 5. Oktober 1944 um 11:30 Uhr eröffnete Bagramjan die Offensive mit einem 20-minütigen Artillerieschlag auf einer 75 Kilometer langen Front und konzentrierte seine Hauptkräfte gegen den Abschnitt der relativ schwachen 551. Grenadier-Division. Letztere Stellungen brachen schnell zusammen. Bagramjan führte die 5. Garde-Panzerarmee in den Durchbruchs-Abschnitt ein, welche den sowjetischen Einbruch am ersten Tag in einer Tiefe von 16 Kilometer erweiterte. Der Durchbruchsweg des sowjetischen 3. Garde-Panzerkorps (Generalleutnant A. P. Panfilow) führte über Telsiai, Plunge, Kretinga nach Polangen, jener des 29. Panzerkorps (Generalmajor K. M. Malachow) über Lukniki, Rietavas direkt auf Memel. Dem Hauptstoß der 5. Garde-Panzerarmee nördlich von Memel, folgte in zweiter Staffel die 51. Armee, welche ihren Vorstoß zur Küste nach Polangen ansetzte.
Bei den Kämpfen bis zum 7. Oktober folgte ein allgemeiner Zusammenbruch der Stellungen der deutschen 3. Panzerarmee und das Durchdringen der 43. Armee südlich von Memel. Innerhalb von zwei Tagen hatte die Truppen von Beloborodow die Küste südlich von Memel erreicht, während die Wolskis die Stadt von Norden her einkreiste. Das Hauptquartier der deutschen 3. Panzerarmee wurde von Einheiten der 5. Garde-Panzerarmee überrannt, Generaloberst Raus und sein Stab mussten sich darauf ihren Rückzug nach Memel erkämpfen.
Auch die Truppen der 2. Gardearmee erreichten die Ostsee bei Heydekrug, der am 10. Oktober über die Minija (Minge) nach Memel angesetzte Vorstoß, brachte die Einnahme von Prökuls. Im Süden rückte gleichzeitig die Nordflanke der 3. Weißrussischen Front auf Tilsit vor.
Der Kommandeur der benachbarten Heeresgruppe, Ferdinand Schörner, gab am 9. Oktober bekannt, dass er einen Angriff zur Befreiung von Memel unternehmen werde, wenn seine Heeresgruppe durch die Evakuierung von Riga entlastet werden könnte. Eine Entscheidung in dieser Angelegenheit wurde verschoben, aber die Kriegsmarine schaffte es in der Zwischenzeit, einen Großteil der Garnison und einige Zivilisten aus dem Hafen zurückzuziehen. Das deutsche XXVIII. Korps unter Gollnick hielt weiterhin eine Verteidigungslinie in Form eines Halbkreises um die Stadt. Die in Memel haltende Gruppe Gollnick war aus der 58. Infanterie-Division, die 7. Panzer-Division sowie die Panzer-Grenadier-Division Großdeutschland zusammengesetzt.
Der Erfolg der Offensive im nördlichen Sektor, ermutigte die Stawka dazu, der südlicher operierenden 3. Weißrussischen Front die Genehmigung zu erteilen, in das Hauptgebiet Ostpreußens einzudringen. Diese Offensive, die Gumbinnen-Goldaper Operation, stieß auf extrem starken deutschen Widerstand und wurde innerhalb weniger Tage gestoppt.

## Die Belagerung
Das Festlaufen der Offensive bei Gumbinnen bedeutete, dass sich die sowjetischen Streitkräfte (hauptsächlich der 43. Armee) zu einer Blockade der deutschen Truppen entschließen mussten, die sich im Brückenkopf von Memel verschanzt hatten. Die deutsche Truppe, die sich zum größten Teil aus Elementen der Division Großdeutschland und der 58. Infanterie-Division sowie der 7. Panzerdivision zusammensetzte, wurde durch verstärkte taktische Abwehrkräfte, dem Artilleriefeuer mehrerer Kriegsschiffe (einschließlich der Prinz Eugen) in der Ostsee und durch eine schmale Verbindung über die Kurische Nehrung mit deutschen Truppen in Ostpreußen unterstützt.
Die Blockade des Brückenkopfs Memel durch sowjetische Truppen wurde über November, Dezember 1944 bis Ende Januar 1945 aufrechterhalten. Während dieser Zeit wurden die verbliebenen Zivilisten, die in die Stadt geflohen waren sowie Verwundete über dem Seeweg evakuiert. Während dieser Zeit wurde die Division Großdeutschland und die 7. Panzerdivision nach schweren Verlusten durch die 95. Infanteriedivision ersetzt, die auf dem Seeweg eintraf.
Die Stadt Memel wurde am 27. Januar 1945 endgültig aufgegeben. Der sowjetische Erfolg in der Ostpreußischen Offensive im Süden machte die Position des Brückenkopfes unhaltbar. Die deutsche Führung beschloss, das XXVIII. Armeekorps aus der Stadt nach Samland zurückzuziehen, um die Verteidigung von Königsberg zu unterstützen. Die verbleibenden Truppen der 95. und 58. Infanterie-Division wurden über die Kurische Nehrung evakuiert, wobei die 58. Division beim Rückzug als Nachhut fungierte. Die letzten organisierten deutschen Einheiten verließen die Stadt am 28. Januar um 4 Uhr morgens. Einige Stunden später drangen sowjetische Einheiten in den Hafen durch.

## Nachwirkungen
Memel, das zwischen 1923 und 1939 zu Litauen gehörte, bevor es zum Deutschen Reich annektiert wurde, wurde unter sowjetischer Verwaltung der litauischen SSR übertragen. 1947 wurde es unter dem litauischen Namen Klaipėda offiziell umbenannt.